# Комполе (община Добреполе)
Вижте пояснителната страница за други значения на Комполе.
Комполе (на словенски: Kompolje) е село в Словения, регион Средна Словения, община Добреполе. Според Националната статистическа служба на Република Словения през 2015 г. селото има 495 жители.